# متحف الفن الحديث بمدينة باريس

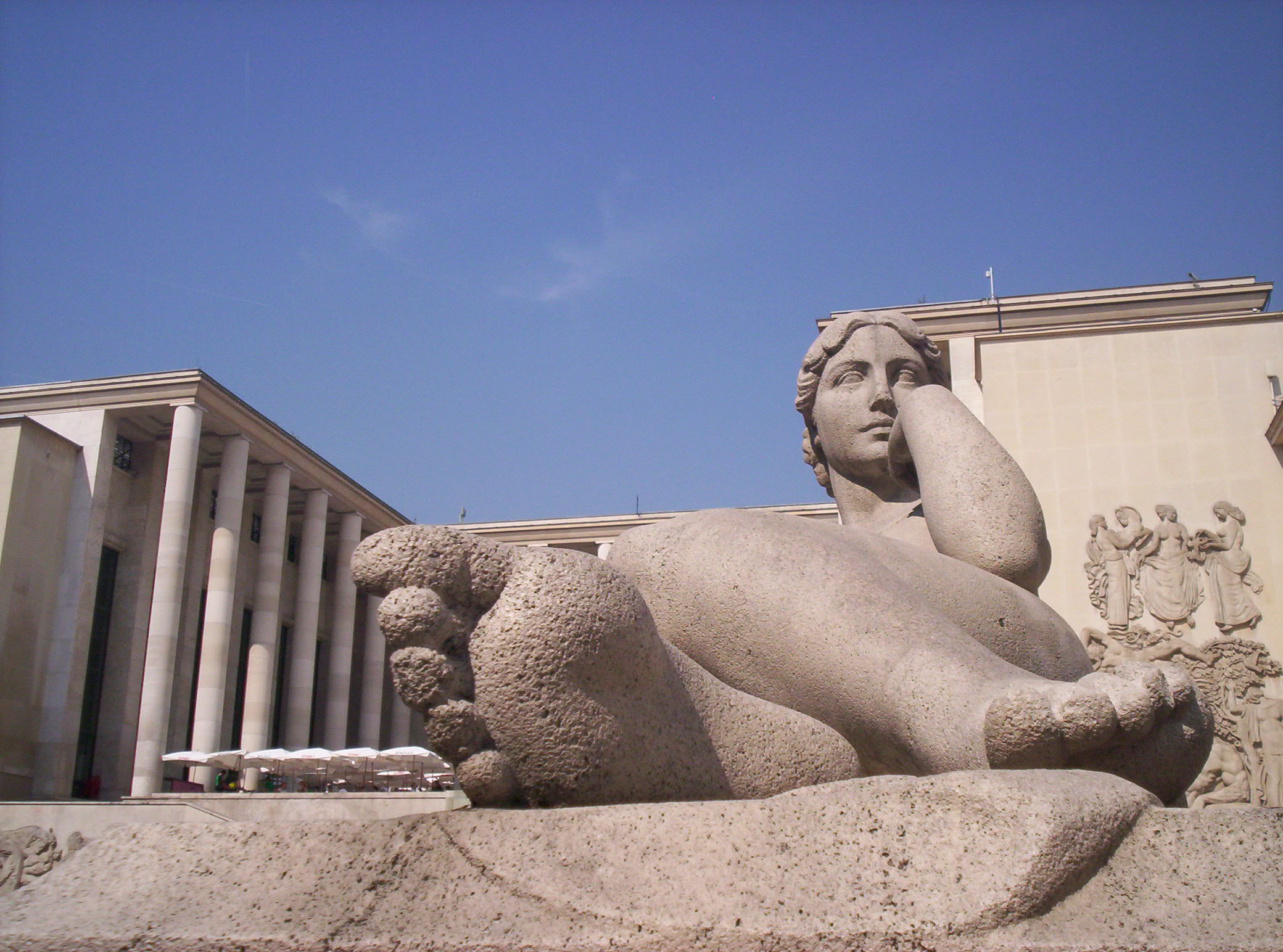
متحف البلدية الرئيسي المخصص للفن الحديث والفن المعاصر

متحف الفن الحديث بمدينة باريس (بالفرنسية: Musée dArt Moderne de Paris)‏ هو متحف للفن الحديث يقعُ في مدينة باريس، وهو متحف البلدية الرئيسي المخصص للفن الحديث والفن المعاصر من 20 و21 قرنا، بما في ذلك الجداريات الضخمة التي راؤول دوفي، غاستون سويس، وهنري ماتيس. يقع في الجادة رقم 11 في وودرو ويلسون في الدائرة 16 من باريس. المتحف هو واحد من 14 متاحف مدينة باريس التي تم دمجها منذ 1 يناير 2013 في المؤسسة العامة باريس ميوزيه.

## التاريخ
يقع في الجناح الشرقي من قصر طوكيو وتم تشييده للمعرض الدولي للفنون والتكنولوجيا لعام 1937، وافتتح المتحف في عام 1961.
أعيد افتتاح المتحف في أكتوبر 2019 بعد إعادة تصميمه بقيمة 10 ملايين يورو من قبل مهندسي h2o.

## البرامج
تضم مجموعات المتحف أكثر من 15000 عمل من الحركات الفنية في القرن العشرين. تسلط المعارض الضوء على المشاهد الفنية الأوروبية والدولية للقرن العشرين، فضلاً عن المعارض الفردية والموضوعية للاتجاهات في فن اليوم. تقام المعارض المؤقتة كل ستة أسابيع.

## المجموعات

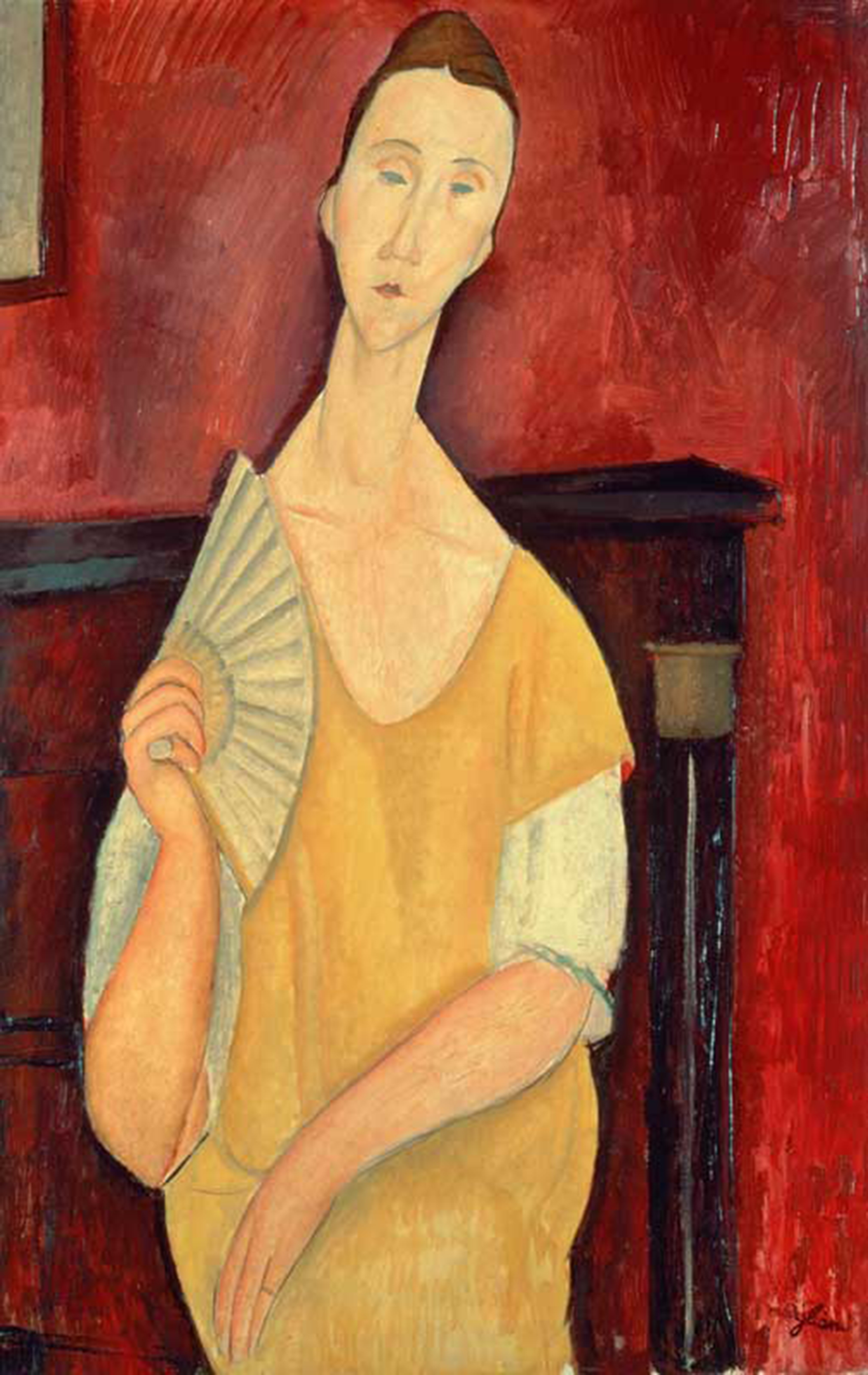
أميديو موديلياني، 1919، امرأة مع مروحة، زيت على قماش، 100 × 65 سم

تشمل المجموعة الدائمة للمتحف أعمالاً لـ:
بابلو بيكاسو، جورج براك، هنري ماتيس، إميل أوثون فريزز، فيلهلم ليهمبروك، موريس دي فلامينك، جورج روول، راؤول دوفي، ماري لورينسين، بيير بونارد، إدوارد فويلارد، ألبرت ماركيه، هنري لورينز، جاك ليبتشيتز، جان ميتزينجر، ألبرت ج. أندريه لوت، خوان جريس، أرشيبنكو الكسندر، جوسيف تساكي، أوسيب زادكين، مارسيل دوشامب، فرانسيس بيكابيا، فرانتيشيك كوبكا، روبرت وسونيا ديلوناي، فرناند ليجيه، جان الهيليوم، أوغست هيربان، خواكين توريس غارسيا، ناتاليا غونشاروفا، لويجي روسولو، أميديو موديلياني، جورجيو دي شيريكو، ألبيرتو مانيلي، جينو سيفيريني، كيس فان دونجن، بارت فان دير ليك، جان آرب، صوفي تايبر آرب، موريس أوتريلو، سوزان فالادون، أندريه ديرين، مويس كيسلينج، مارسيل غروماير ، مارك شاغال، تشايم سوتين، ليونارد فوجيتا، ألكسندر كالدر، ألبيرتو جياكوميتي، جان كروتي، مان راي، ماكس إرنست، أندريه ماسون، فيكتور براونر، هانز بيلمر، روبرتو ماتا، ويفريدو لام، جان فوترييه، جان دوبوفيه، برنارد بوفيه، بيير سولاج، نيكولاس دي ستايل، زاو وو كي، بيير أليشينسكي، هنري ميشو، إتيان مارتن، أنتوني تابيس، لوسيو فونتانا، إيف كلاين، أرمان، مارتين أباليا، مارتيال ريسي، جان تينجلي، كريستو، فيكتور فاساريلي، فرانسوا موريليه، كارلوس كروز دييز، بريدجيت رايلي، دانيال بورين، نام جون بايك، ماريو ميرز، جوزيبي بينوني، لوسيانو فابرو، سيمون هانتا، دلفين كوينديت، برنارد فريز، جان ميشيل أوثونيل، روبرت راوشينبيرج، كيث هارينج، جون هارتفيلد، جيمس لي بايرز، بيتر دويج، أوتو فرويندليش، هانا هوش، هانز هارتونج، غيرهارد ريختر، جورج بازيلتز، سيغمار بولك، يورج إميندورف، وولف فوستيل، أندرياس جورسكي، ماركوس لوبيرتز، توماس شوت، توماس راف، جيزيل فرويند، روزماري Trockel، البرت أوييلن، بير كيركيبي، مارسيل برودثارز، تسنغ فان تشى، سيمون أوغست، غاستون سويس وغيرهم.

## معرض الصور

روبرت ديلوناي، 1912، لا فيل دو باريس، زيت على قماش، 267 × 406 سمروبرت ديلوناي، 1912، لا فيل دو باريس، زيت على قماش، 267 × 406 سم
- ملف:5+
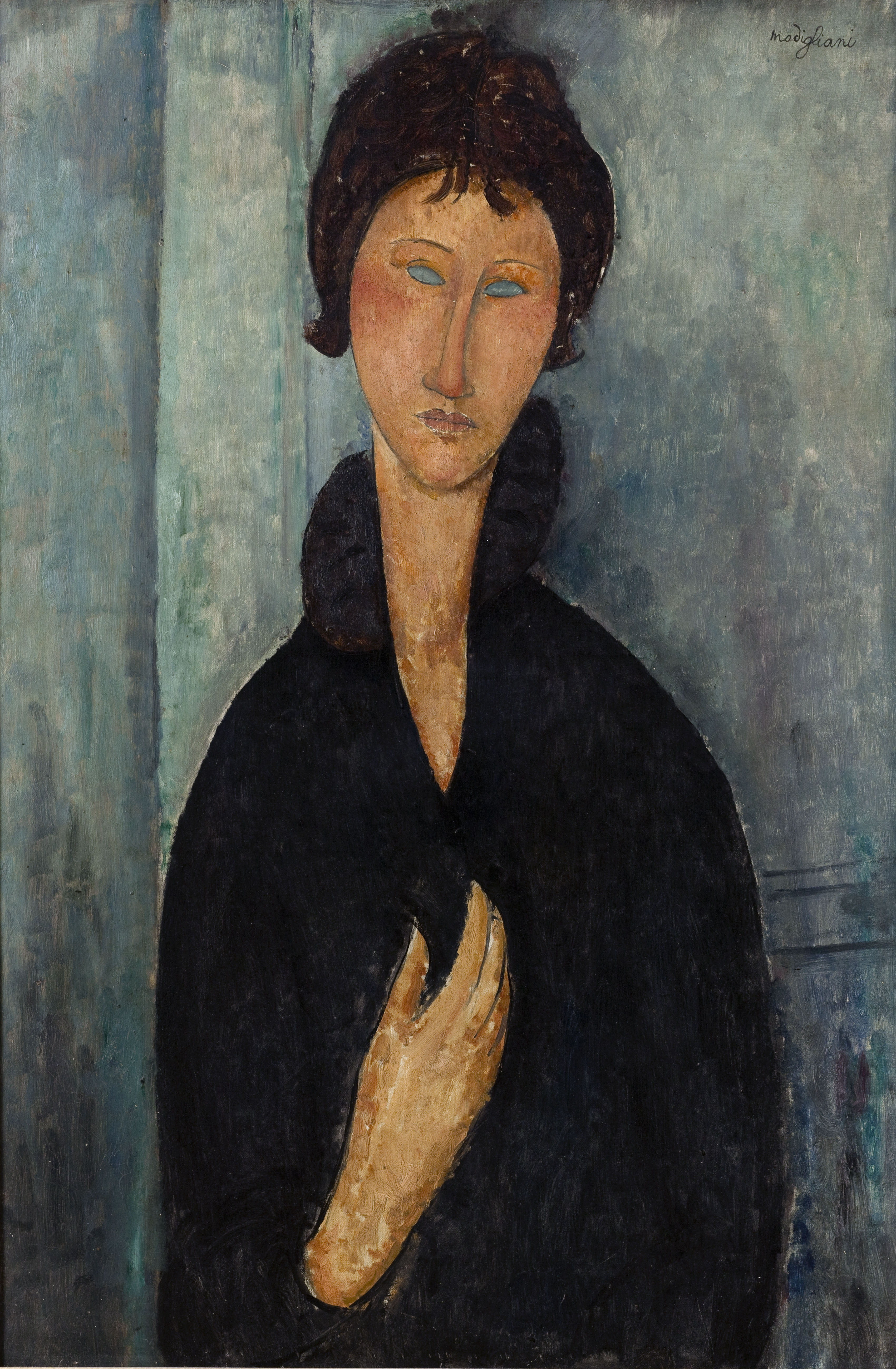
أميديو موديلياني، حوالي 1918، المرأة ذات العيون الزرقاء، زيت على قماش، 81 × 54 سم
روبرت ديلوناي، 1915، نو à la toilette (نو à la coiffeuse)، زيت على قماش، 140 × 142 سمروبرت ديلوناي، 1915، نو à la toilette (نو à la coiffeuse)، زيت على قماش، 140 × 142 سم
جان ميتزينغر، LOiseau Bleu (يسار)، André Lhote، LEscale and Dance (في الوسط)، Albert Gleizes، Les Baigneuses  [لغات أخرى]‏ (يمين)، Musée dArt Moderne de la Ville de Paris، مارس 2014جان ميتزينغر، LOiseau Bleu (يسار)، André Lhote، LEscale and Dance (في الوسط)، Albert Gleizes، Les Baigneuses  [لغات أخرى]‏ (يمين)، Musée dArt Moderne de la Ville de Paris، مارس 2014

## المعارض
- روبرت راوشنبرغ: 1968، من 1949 إلى 1968
- آندي وارهول: 1970، رجعي
- وولف فوستيل: 1974، البيئات / الأحداث 1958 - 1974، رجعي
- جون هارتفيلد: 1974، الصور المركبة
- هانا هوش: 1976، استعراض رجعي
- نام جون بايك: 1978/79، استعادي
- جوان ميتشل: 1982، لوحات 1970-1982، رجعي
- جريجور شنايدر: 1998
- جان ميشال باسكيات: 2010/11

## سرقة 2010
في 20 مايو 2010، اقتحم فيران توميك المتحف وسرق عدة لوحات بعد تحضير دقيق. أبلغ المتحف عن سرقة خمس لوحات من مجموعته طوال الليل في صباح اليوم التالي. اللوحات التي تم التقاطها هي لوحة Le pigeon aux petits pois لبابلو بيكاسو، La Pastorale لهنري ماتيس، LOlivier Près de lEstaque لجورج براك، La Femme à lÉventail للأميديو موديلياني وNature Morte aux Chandeliers لفرناند ليجر وقدرت قيمتها بـ €100 million ( $123 million USD). وكانت إحدى النوافذ قد حُطمت وأظهرت لقطات من كاميرات المراقبة رجلاً ملثماً يلتقط اللوحات. تعتقد السلطات أن اللص تصرف بمفرده. قام الرجل بإزالة اللوحات بعناية من إطاراتها، والتي تركها وراءه.
تم التحقيق في السرقة من قبل وحدة متخصصة في الشرطة الفرنسية. من غير الواضح سبب فشل أنظمة الإنذار في المتحف في الكشف عن السرقة، ولم يلاحظ الموظفون إلا عند وصولهم إلى المتحف قبل 7:00 am.
خوفًا من اقتراب المحققين من اللص، قام المتواطئون على ما يبدو بتدمير اللوحات. صرخ يوناثان بيرن، أحد ثلاثة أشخاص يخضعون للمحاكمة في القضية: "لقد رميتهم في سلة المهملات، لقد ارتكبت أسوأ خطأ في وجودي". ومع ذلك، لا يعتقد القاضي أو المتهمون الآخرون لبيرن. تعتقد السلطات أن جميع اللوحات أزيلت من فرنسا. وشهد المتهمون مع بيرن بأنه كان "أذكى من أن يدمر ما قيمته 100 مليون يورو من الأعمال الفنية. الدلال الفرنسي ورئيس مركز باليه دو طوكيو بيير كورنيت دي سانت، علق قائلاً: "هذه اللوحات الخمس غير قابلة للبيع، لذا اللصوص، أيها السادة، أنتم حمقى، أعيدوها الآن."
سرقة تتبع سرقة 162 مليون دولار من روائع سيزان، ديغا، فان جوخ ومونيه من مؤسسة آي جي بوهرل في زيوريخ في فبراير 2008، ويمكن أن تكون واحدة من أكبر السرقات الفنية في التاريخ (من حيث القيمة). وقد وصفت بأنها «سرقة القرن».